# Franco Marini
Franco Marini (San Pio delle Camere, 9 aprile 1933 – Roma, 9 febbraio 2021) è stato un sindacalista e politico italiano.
Segretario generale della CISL tra il 1985 e il 1991, diventò subito dopo ministro del lavoro e della previdenza sociale per circa un anno, fino al 1992.
Eletto deputato alle elezioni politiche di quell'anno, mantenendo il seggio per quattro legislature, fino al 2006. Venne inoltre nominato segretario nazionale del Partito Popolare Italiano cinque anni dopo, ricoprendo tale carica fino al 1999; tra quell'anno e il 2004 fu inoltre Europarlamentare.
Alle elezioni politiche del 2006 venne eletto senatore, diventando presidente del Senato della Repubblica. Il suo fallimento nel formare un governo nel febbraio 2008, su incarico del Presidente della Repubblica Giorgio Napolitano, portò alle elezioni anticipate del 2008, con le quali venne rieletto senatore, senza mantenere la presidenza dell'assemblea. Rimase in carica fino alla fine della XVI Legislatura, e all'inizio di quella successiva fu candidato dal centrosinistra come Presidente della Repubblica, dalle quali si chiamò fuori al terzo turno di votazioni. Non essendo stato rieletto in Parlamento alle elezioni politiche del 2013, si ritirò dalla vita politica.

## Biografia

### Primi anni
Nato a San Pio delle Camere nel 1933, era il primogenito di una numerosa famiglia di modeste condizioni economiche; ebbe tre fratelli prima di perdere la madre e il padre Loreto si risposò, avendo altri tre figli dal secondo matrimonio. Quando Franco aveva nove anni la famiglia si trasferì a Rieti per esigenze di lavoro del padre, operaio nella fabbrica CISA Viscosa. In questa città terminò tutti i suoi studi scolastici, diplomandosi al liceo classico Marco Terenzio Varrone. Conseguita poi la laurea in giurisprudenza, svolse il servizio militare come ufficiale di complemento negli alpini.

### Attività sindacale
Incominciò la sua attività lavorativa, durante gli studi universitari, in un ufficio contratti e vertenze della Confederazione Italiana Sindacati Lavoratori (CISL), sindacato di ispirazione cattolica. Nel 1956 compì il corso annuale al Centro Studi Nazionale della CISL a Firenze e svolse i primi incarichi sindacali a Rieti, L'Aquila, Agrigento, Biella e, infine, nella sede confederale di Roma. Nel 1964 incominciò a collaborare con il ministro per gli interventi straordinari nel Mezzogiorno ed ex segretario nazionale della CISL, Giulio Pastore. Sotto la sfera di influenza di quest'ultimo, Marini assunse incarichi sempre più rilevanti all'interno del sindacato: nel 1965 ebbe il ruolo di segretario generale aggiunto della Federazione dei Dipendenti Pubblici interna alla CISL, negli anni '70 diventò vicesegretario confederale del sindacato e, infine, nel 1985 fu scelto segretario nazionale.

### Attività politica

#### Primi passi nella Democrazia Cristiana

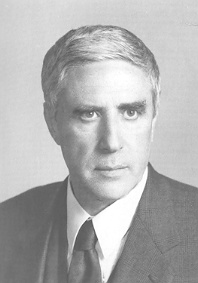
Franco Marini nel 1992

Iscritto alla Democrazia Cristiana fin dal 1950, fu attivo nell'Azione Cattolica e nelle Associazioni Cristiane Lavoratori Italiani (ACLI), faceva parte della corrente interna di sinistra vicino al mondo sindacale e alla CISL. Nel 1991 alla morte di Carlo Donat-Cattin ne ereditò la corrente politica di Forze Nuove, interna alla Democrazia Cristiana, tradizionalmente più sensibile alle prerogative del mondo del lavoro, e passò nell'aprile dello stesso anno dalla segreteria del sindacato al Governo, diventando ministro del lavoro e della previdenza sociale del governo Andreotti VII.
La Democrazia Cristiana lo candidò per la prima volta nelle elezioni politiche del 1992, risultando il primo degli eletti a livello nazionale, e Mino Martinazzoli lo scelse per l'incarico di responsabile organizzativo.

#### Segreteria del Partito Popolare Italiano
Seguendo il partito nel suo scioglimento e nella seguente formazione nel 1994 del Partito Popolare Italiano, ne divenne segretario nel 1997 succedendo a Gerardo Bianco. Guidò una segreteria volta a rimarcare la propria individualità all'interno dell'alleanza dell'Ulivo, in contrasto con l'idea di Romano Prodi di una vera e propria unione dei partiti. Eletto al parlamento europeo nell'elezioni del 1999, lo stesso anno lasciò la segreteria in favore di Pierluigi Castagnetti.
In seguito, non ostacolò l'entrata nell'alleanza elettorale della Margherita delle elezioni politiche del 2001, che, trasformandosi in partito nel 2002, lo designò come responsabile organizzativo.
All'interno della Margherita, rappresentò i settori più centristi, inizialmente prudenti sull'idea del Partito Democratico. Nel confronto che ci fu nel maggio del 2005 tra Romano Prodi e Francesco Rutelli, Marini sostenne quest'ultimo affermando la necessità della Margherita di presentarsi da sola al proporzionale.

#### Presidenza del Senato
Eletto senatore alle elezioni politiche del 2006, fu scelto come candidato alla presidenza del Senato, sfidante dell'altro candidato espresso dalla Casa delle Libertà, il senatore a vita Giulio Andreotti. Il 29 aprile 2006, con 165 voti, Marini divenne presidente del Senato della Repubblica Italiana, con una votazione (la terza) molto seguita dai senatori a causa della possibilità che Andreotti vincesse, sostenuto dalla Casa delle Libertà, dal senatore Cossiga e dal senatore Marco Follini.
Nel suo discorso di insediamento Franco Marini volle richiamare i suoi colleghi all'unità dichiarando:

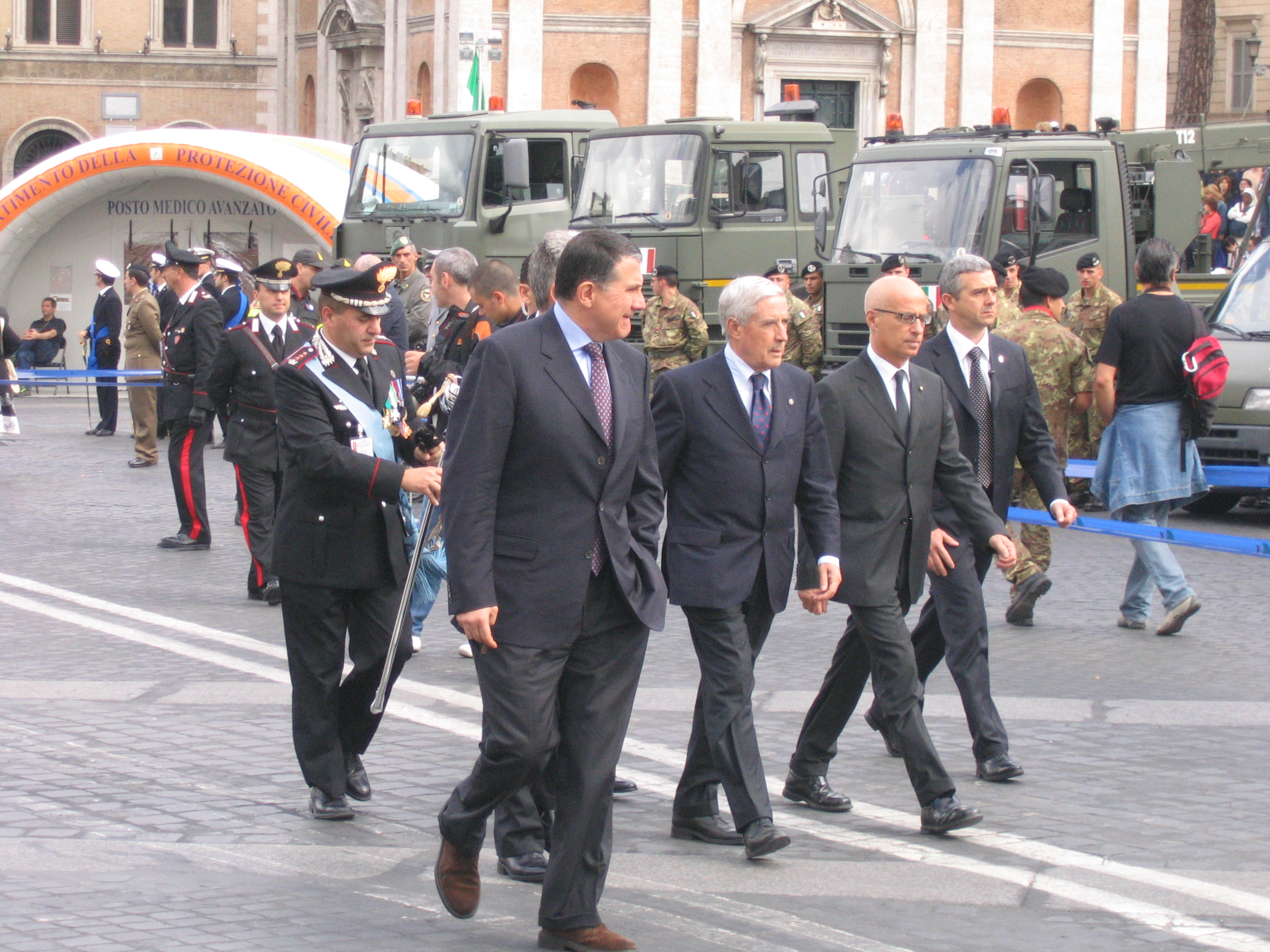
Franco Marini (al centro) con il segretario generale del Senato Antonio Malaschini (alla sua sinistra) alla Festa della Repubblica del 2 giugno 2007

Il 21 febbraio 2007, dopo le dimissioni del governo guidato da Romano Prodi, era stato indicato come possibile nuovo Presidente del Consiglio di un eventuale governo tecnico. Tuttavia, pochi giorni dopo il governo Prodi II si ripresentò alle camere incassando nuovamente la fiducia.
Nel novembre del 2007 fu proposto dal senatore Lamberto Dini per sostituire Prodi in un eventuale governo istituzionale, ma Marini immediatamente rigettò l'ipotesi. 
Nel marzo 2008 assunse temporaneamente le funzioni di presidente supplente della Repubblica durante un viaggio di Stato del presidente Napolitano in Cile.
Concluse il mandato di presidente di Palazzo Madama il 28 aprile 2008 con l'elezione del suo successore, Renato Schifani.

#### Mandato esplorativo
In seguito alla caduta del governo Prodi II, e nonostante il suo iniziale diniego ad assumere altri incarichi, il 30 gennaio 2008 il presidente della Repubblica Giorgio Napolitano conferì a Marini un incarico finalizzato alla verifica, entro un breve spazio temporale, della possibilità di consenso da parte della maggioranza e dell'opposizione su una riforma della legge elettorale e su un governo che assumesse le decisioni più urgenti. Marini accettò l'incarico. Tuttavia, il 4 febbraio 2008, dopo quattro giorni di consultazioni con tutti i gruppi parlamentari e con alcune rappresentanze delle parti sociali, si recò al Quirinale per rimettere il suo incarico nelle mani del presidente della Repubblica «con molto rammarico per l'impossibilità di raggiungere l'obiettivo» «di trovare una maggioranza per modificare in pochi mesi la legge elettorale».

#### Impegno nel Partito Democratico e ultimi incarichi
Marini partecipò alla fondazione del Partito Democratico e fu il principale referente della corrente "I Popolari", di matrice democristiana e cristiano sociale. Alle elezioni primarie del 2009 sostenne la candidatura di Dario Franceschini, segretario uscente, che non venne però rieletto.
Si presentò alle politiche del 2013 dopo aver chiesto un'ulteriore deroga al PD, ma non fu rieletto.
Il 17 aprile 2013 fu indicato come candidato alla presidenza della Repubblica da parte del PD, dal PdL, da Scelta Civica, dall'UdC, dalla Lega Nord, da Fratelli d'Italia, dal Centro Democratico, dalle minoranze linguistiche (SVP, PATT, UpT), da Grande Sud e da Il Megafono - Lista Crocetta. Il suo nome, proposto in una rosa di nomi dal Segretario del PD Pier Luigi Bersani, fu ristretto poi in una terna (in cui figuravano anche Giuliano Amato e Massimo D'Alema) dal Presidente del PdL Silvio Berlusconi in cui fu scelto infine Marini per la prima votazione con il quorum più alto. Tuttavia alla prima votazione non riuscì a raggiungere il quorum richiesto di 672 voti, fermandosi a 521. Con tale risultato Marini è divenuto il primo candidato alla fine non eletto ad aver raggiunto in uno scrutinio la maggioranza assoluta dei voti, e il candidato non eletto col massimo numero di voti in un singolo scrutinio.
Nei giorni precedenti, ebbe uno scontro mediatico con il sindaco di Firenze Matteo Renzi, dopo che questi aveva criticato pubblicamente in televisione le candidature di Anna Finocchiaro e Franco Marini come possibili successori di Giorgio Napolitano parlando dell'elezione dello stesso come "un dispetto al Paese", scatenando molte polemiche nel mondo politico italiano. Sia Marini sia la Finocchiaro replicarono duramente alle dichiarazioni di Renzi.
Il 14 novembre 2013 Marini fu nominato presidente del neonato Comitato storico-scientifico per gli anniversari di interesse nazionale, istituito presso la presidenza del Consiglio dei ministri, carica che ricoprì fino alle dimissioni rassegnate il 4 giugno 2018.

### Malattia e morte
A inizio gennaio 2021 fu colpito da COVID-19 e ricoverato all'ospedale San Camillo de Lellis di Rieti. A fine mese fu dimesso e dichiarato guarito; tuttavia alcuni giorni dopo fu ricoverato per complicazioni dovute a una riattivazione della malattia nella clinica Villa Mafalda di Roma, dove è deceduto il 9 febbraio all'età di 87 anni. Dopo i funerali, svoltisi nella chiesa di San Roberto Bellarmino a Roma, ha ricevuto sepoltura nel cimitero comunale di San Pio delle Camere, suo paese di origine.

## Vita privata
Franco Marini sposò nel 1965 Luisa D'Orazi, conosciuta nel 1960, i cui genitori erano attivi politicamente nelle file del PCI. Dalla loro unione nacque un figlio, Davide.